# 라셰즈아프리카나무타기쥐
라셰즈나무타기쥐(Dendromus lachaisei)는 붉은숲쥐과에 속하는 설치류의 일종이다. 서아프리카의 토착종이다.

## 특징
작은 크기의 설치류로 꼬리를 제외한 몸길이는 55~78mm, 꼬리 길이는 79~98mm이다. 발 길이는 15~19mm, 귀 길이는 10~13mm이다.